# Benedetto Ferrari
Benedetto Ferrari (ok. 1603 w Reggio nell’Emilia, zm. 1681 w Modenie) – włoski kompozytor i librecista.
Urodził się w Reggio nell’Emilia. Od 1617 do 1618 roku pracował w Rzymie, od 1619 do 1623 w Parmie, a następnie Modenie. Od 1637 roku działał w Wenecji i Bolonii. W 1637 roku w Wenecji napisał libretto do Andromedy z muzyką Francesco Manelliego, pierwszej weneckiej opery wystawionej publicznie. W 1638 stworzył libretto i muzykę do opery La maga fulminata, a w 1640 Il pastor regio.
W 1651 roku kompozytor przeprowadził się do Wiednia, gdzie służył na dworze cesarza Ferdynanda III. W 1653 roku wystawił tam Inganno d’amore, pierwszą włoską operę graną na dworze wiedeńskim. W tym samym roku powrócił do Modeny, gdzie zmarł w 1674 roku.
Tematy oper Ferrariego zaczerpnięte są z greckiej mitologii. Liczne sceny humorystyczne w operach kompozytora są charakterystyczne dla stylu opery weneckiej.